# شهرستان نووی‌چیخینسکی
شهرستان نووی‌چیخینسکی (به لاتین: Novichikhinsky District) یک  شهرستان در روسیه است که در سرزمین آلتای واقع شده‌است.